# Бабурин, Виктор Васильевич
Виктор Васильевич Бабурин (5 мая 1951, Фуньково, Московская область — 21 ноября 2020, Ершово, Московская область) — российский муниципальный и общественный деятель, Глава сельского поселения Ершовское Одинцовского муниципального района Московской области (с января 2006 по апрель 2019), депутат Совета депутатов Одинцовского городского округа.

## Биография
Родился 5 мая 1951 года в деревне Фуньково Одинцовского района Московской области, в крестьянской семье.
Окончил начальную школу в военном городке Фуньково, восьмилетку в Ершово, и 10 класс в средней школе №2 города Звенигорода. 
После школы поступил в Московский радиомеханический техникум располагавшийся в городе Кунцево. Окончил его в 1971 году получив специальность радиста.
С 1971 по 1973 год проходил срочную службу в армии, служил в Группе советских войск в Германии.
С 1973 по 1978 год работал на машиностроительных предприятиях.
С 1978 по 1990 год работал в доме отдыха «Ершово» ЦК профсоюза Министерства среднего машиностроения. Прошёл карьерный путь от слесаря до заместителя директора. 
В 1990 году был избран Председателем Ершовского исполкома. С 1992 года — Глава администрации Ершовского сельсовета. С 1994 по 2005 занимал должность Главы администрации Ершовского сельского округа.
В 2000 году окончил Московский государственный социальный университет по специальности государственное и муниципальное управление.
С января 2006 по апрель 2019 года — Глава сельского поселения Ершовское Одинцовского муниципального района Московской области.
В апреле 2019 года избран депутатом Совета депутатов Одинцовского городского округа.
При непосредственном участии В.В. Бабурина было реконструировано и создано более 20 памятников, связанных с историей Великой Отечественной войны на территории Ершовского сельского округа, являлся инициатором и активным участником строительства Храма Живоначальной Троицы в селе Ершово.
Умер 21 ноября 2020 года на 70-м году жизни, похоронен на кладбище в деревне Носоново.

### Дело по подозрению во взятке[6]
Летом 2013 года Виктор Бабурин был задержан оперативниками ГУЭБиПК (Главного управления экономической безопасности и противодействия коррупции МВД России) по подозрению во взятке.
Знакомый Бабурина Дмитрий Аксёнов на встрече с агентом ГУЭБиПК рассказал, что за определенную плату может организовать оформление права аренды на элитные земельные участки в посёлке. Однако часть суммы он должен отдать главе села Виктору Бабурину. При получении первого транша в размере 6 миллионов рублей Аксёнов был задержан оперативниками.
Аксёнов согласился на сотрудничество с полицейскими и под присмотром оперативников отправился на встречу с Виктором Бабуриным. Однако от денег Бабурин отказался, сославшись на то, что этот вопрос решится потом. Несмотря на это, ГСУ СК РФ по Московской области возбудило в отношении Бабурина и Аксёнова уголовное дело и постановило задержать главу поселения.
Именно доказательство следователей, а не результаты оперативных мероприятий послужили основанием для возбуждения уголовного дела. В свою очередь, Останкинский районный суд Москвы принял решение о заключении задержанных под домашний арест.
В феврале 2014 года, после того, как было возбуждено знаменитое «дело Сугробова», Виктор Бабурин был признан потерпевшим.

## Семейное положение
Виктор Бабурин был женат, вырастил четверых детей.

## Награды

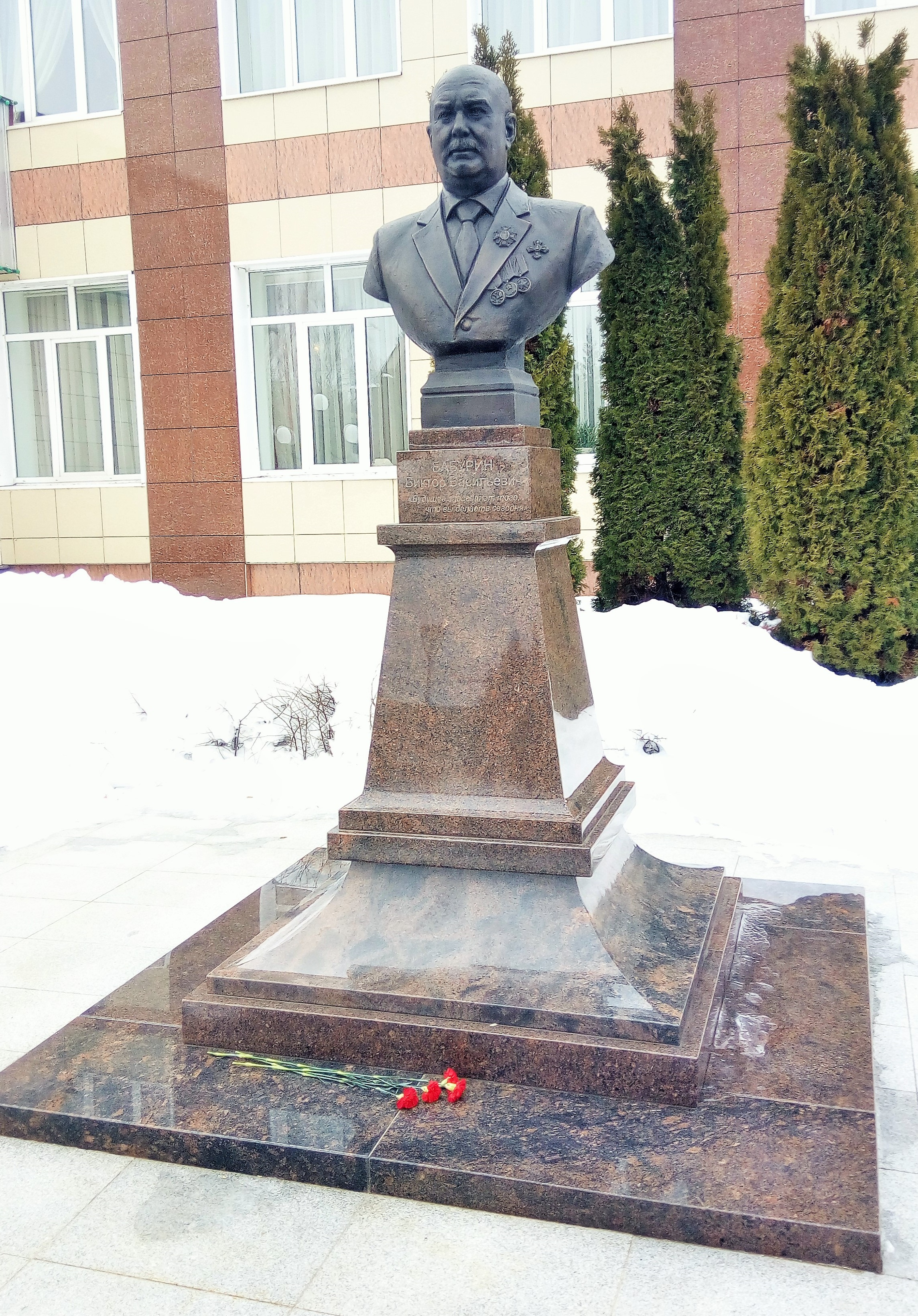
Памятник Виктору Бабурину в Ершово

За время работы в муниципалитете был награждён рядом наград, такими как:
- медаль ордена «За заслуги перед Отечеством» II степени;
- медаль «За трудовую доблесть»;
- медаль «В память 850-летия Москвы»;
- медаль «За укрепление боевого содружества» (Минобороны России) дважды;
- медаль «За боевое содружество» (МВД);
- медаль «200 лет МВД России»;
- медаль «За безупречную службу» III степени;
- наградами Московской области:
  - медалью «За безупречную службу»;
  - знаками Губернатора Московской области «За полезное» (дважды);
  - знаком Губернатора Московской области «Благодарю»;
  - Почётным знаком Московской областной Думы «За трудовую доблесть»;
  - Почётным знаком Московской областной Думы «За труды»;
- Наградами Русской православной церкви:
  - орденом преподобного Сергия Радонежского III степени;
  - орденом святого благоверного князя Даниила Московского III степени;
  - орденом преподобного Серафима Саровского III степени;
- орденами и медалями общественных организаций.

## Память
- 1 июля 2021 года, на центральной площади села Ершово, Виктору Бабурину был установлен памятник[8][9].